# سارا قائدی
سارا قائدی سرپرست شهرداری منطقه یک شیراز است که اولین بانویی است که به سمت شهرداری برزگترین و اصلی‌ترین منطقه شیراز به عنوان پایتخت زیست‌محیطی منصوب شده است.

## وظایف اجرایی به عنوان شهردار
وی باید شهردار منطقه یک شیراز وظیفه نظارت بر امور مالی و وصول درآمد منطقه، انجام امور مربوط به خدمات شهری و تلاش در تأمین نیازمندی‌های زیست‌محیطی منطقه و کنترل فعالیت پیمانکاران خدمات شهری، ایجاد و حفظ فضاهای سبز، نظارت بر اجرای امور عمرانی منطقه، نظارت بر عوامل تحت امر دخیل بر صدور پروانه ساختمانی، عملیات ساختمانی و ساخت‌وسازهای محدوده منطقه، اجرای طرح‌های ترافیکی در سطح منطقه، امور فرهنگی و اجتماعی محدوده منطقه، تهیه و پیشنهاد بودجه منطقه شهرداری و اصلاح آن و اقدام در جهت اجرای بودجه مصوب از شورای شهر در سطح منطقه یک.